# 1336
Il 1336 (MCCCXXXVI in numeri romani) è un anno bisestile del XIV secolo.

## Eventi
- Fine dell'era Kemmu ed inizio di quella Muromachi in Giappone.
- Inizio in Giappone del regno dell'Imperatore Kōmyō.
- Modena viene ceduta da Manfredo Pio di Carpi agli Estensi di Ferrara.
- I bizantini riconquistano l'isola di Lesbo, già possesso dei Genovesi.
- La Carinzia viene unita al ducato d'Austria.

## Nati
- 12 marzo - Edoardo di Gheldria, duca († 1371)
- 23 aprile - Olivier V de Clisson, generale francese († 1407)
- 1º luglio - Filippo d'Orléans, duca francese († 1375)
- 25 luglio - Alberto I di Baviera, nobile († 1404)
- 24 agosto - Giacomo IV di Maiorca, sovrano spagnolo († 1375)
- 21 dicembre - Baldassarre di Turingia, nobile tedesco († 1406)
- Baldassarre Buonaiuti, storico italiano († 1386)
- Filippo di Navarra, principe e conte († 1363)
- Gao Qi, poeta e scrittore cinese († 1374)
- Francesco Giustiniani Garibaldo, doge († 1408)
- Luigi d'Étampes, conte francese († 1400)
- Sinibaldo Ordelaffi, nobile italiano († 1386)
- Bianca di Savoia, sovrana italiana († 1387)
- Tamerlano, condottiero mongolo († 1405)
- Centurione I Zaccaria, nobile († 1382)
- Bertrando Rossi juniore, nobile e diplomatico italiano († 1396)

## Morti
- 24 gennaio - Alfonso IV d'Aragona, sovrano (n. 1299)
- 31 gennaio - Luca Fieschi, cardinale italiano (n. 1270)
- 25 febbraio - Margiris, principe lituano
- 12 marzo - Guido II di Namur, marchese (n. 1312)
- 23 marzo - Venceslao di Płock, duca
- 5 aprile - Giovanni di Gravina, conte italiano (n. 1294)
- 17 maggio - Go-Fushimi, imperatore giapponese (n. 1288)
- 4 giugno - Guillaume Pierre Godin, cardinale e vescovo cattolico francese (n. 1260)
- 29 giugno - Federico I di Saluzzo, marchese italiano (n. 1287)
- 4 luglio - Isabella d'Aragona, sovrana portoghese (n. 1271)
- 4 luglio - Kusunoki Masashige, militare giapponese (n. 1294)
- 19 agosto - Angelo Dolfin, vescovo cattolico italiano
- 5 settembre - Carlo d'Étampes, nobile (n. 1305)
- 13 settembre - Giovanni Plantageneto, conte di Cornovaglia, nobile inglese (n. 1316)
- 30 settembre - Caterina di Savoia, nobile
- 9 ottobre - Enrico di Metz, vescovo cattolico francese
- 11 novembre - Edoardo I di Bar, conte (n. 1295)
- 24 dicembre - Cino da Pistoia, poeta e giurista italiano
- Aimerico V di Narbona, nobile franco
- Buzan Khan, condottiero mongolo
- Loffredo III Caetani, nobiluomo italiano
- Berengario Carroz, militare spagnolo
- Cenne da la Chitarra, paroliere italiano
- Guidinello III da Montecuccoli, condottiero italiano
- Vatatza Lascaris di Ventimiglia, nobile italiana
- Leszek di Racibórz, nobile polacco
- Lanzerotto Malocello, mercante, navigatore e esploratore italiano (n. 1270)
- Maria di Borgogna, nobildonna francese (n. 1298)
- Ramon Muntaner, militare e scrittore (n. 1265)
- Raimondo de Mausaco, vescovo cattolico e francescano francese
- Sveva del Balzo, nobile italiana (n. 1305)
- Pietro di Moncada, nobile e vescovo cattolico italiano

## Calendario
| Calendario 1336 | Calendario 1336 | Calendario 1336 | Calendario 1336 | Calendario 1336 | Calendario 1336 | Calendario 1336 | Calendario 1336 | Calendario 1336 | Calendario 1336 | Calendario 1336 | Calendario 1336 | Calendario 1336 | Calendario 1336 | Calendario 1336 | Calendario 1336 | Calendario 1336 | Calendario 1336 | Calendario 1336 | Calendario 1336 | Calendario 1336 | Calendario 1336 | Calendario 1336 | Calendario 1336 | Calendario 1336 | Calendario 1336 | Calendario 1336 | Calendario 1336 | Calendario 1336 | Calendario 1336 | Calendario 1336 | Calendario 1336 | Calendario 1336 |
| --------------- | --------------- | --------------- | --------------- | --------------- | --------------- | --------------- | --------------- | --------------- | --------------- | --------------- | --------------- | --------------- | --------------- | --------------- | --------------- | --------------- | --------------- | --------------- | --------------- | --------------- | --------------- | --------------- | --------------- | --------------- | --------------- | --------------- | --------------- | --------------- | --------------- | --------------- | --------------- | --------------- |
|                 | 1               | 2               | 3               | 4               | 5               | 6               | 7               | 8               | 9               | 10              | 11              | 12              | 13              | 14              | 15              | 16              | 17              | 18              | 19              | 20              | 21              | 22              | 23              | 24              | 25              | 26              | 27              | 28              | 29              | 30              | 31              |                 |
| Gennaio         | Lu              | Ma              | Me              | Gi              | Ve              | Sa              | Do              | Lu              | Ma              | Me              | Gi              | Ve              | Sa              | Do              | Lu              | Ma              | Me              | Gi              | Ve              | Sa              | Do              | Lu              | Ma              | Me              | Gi              | Ve              | Sa              | Do              | Lu              | Ma              | Me              |                 |
| Febbraio        | Gi              | Ve              | Sa              | Do              | Lu              | Ma              | Me              | Gi              | Ve              | Sa              | Do              | Lu              | Ma              | Me              | Gi              | Ve              | Sa              | Do              | Lu              | Ma              | Me              | Gi              | Ve              | Sa              | Do              | Lu              | Ma              | Me              | Gi              |                 |                 |                 |
| Marzo           | Ve              | Sa              | Do              | Lu              | Ma              | Me              | Gi              | Ve              | Sa              | Do              | Lu              | Ma              | Me              | Gi              | Ve              | Sa              | Do              | Lu              | Ma              | Me              | Gi              | Ve              | Sa              | Do              | Lu              | Ma              | Me              | Gi              | Ve              | Sa              | Do              |                 |
| Aprile          | Lu              | Ma              | Me              | Gi              | Ve              | Sa              | Do              | Lu              | Ma              | Me              | Gi              | Ve              | Sa              | Do              | Lu              | Ma              | Me              | Gi              | Ve              | Sa              | Do              | Lu              | Ma              | Me              | Gi              | Ve              | Sa              | Do              | Lu              | Ma              |                 |                 |
| Maggio          | Me              | Gi              | Ve              | Sa              | Do              | Lu              | Ma              | Me              | Gi              | Ve              | Sa              | Do              | Lu              | Ma              | Me              | Gi              | Ve              | Sa              | Do              | Lu              | Ma              | Me              | Gi              | Ve              | Sa              | Do              | Lu              | Ma              | Me              | Gi              | Ve              |                 |
| Giugno          | Sa              | Do              | Lu              | Ma              | Me              | Gi              | Ve              | Sa              | Do              | Lu              | Ma              | Me              | Gi              | Ve              | Sa              | Do              | Lu              | Ma              | Me              | Gi              | Ve              | Sa              | Do              | Lu              | Ma              | Me              | Gi              | Ve              | Sa              | Do              |                 |                 |
| Luglio          | Lu              | Ma              | Me              | Gi              | Ve              | Sa              | Do              | Lu              | Ma              | Me              | Gi              | Ve              | Sa              | Do              | Lu              | Ma              | Me              | Gi              | Ve              | Sa              | Do              | Lu              | Ma              | Me              | Gi              | Ve              | Sa              | Do              | Lu              | Ma              | Me              |                 |
| Agosto          | Gi              | Ve              | Sa              | Do              | Lu              | Ma              | Me              | Gi              | Ve              | Sa              | Do              | Lu              | Ma              | Me              | Gi              | Ve              | Sa              | Do              | Lu              | Ma              | Me              | Gi              | Ve              | Sa              | Do              | Lu              | Ma              | Me              | Gi              | Ve              | Sa              |                 |
| Settembre       | Do              | Lu              | Ma              | Me              | Gi              | Ve              | Sa              | Do              | Lu              | Ma              | Me              | Gi              | Ve              | Sa              | Do              | Lu              | Ma              | Me              | Gi              | Ve              | Sa              | Do              | Lu              | Ma              | Me              | Gi              | Ve              | Sa              | Do              | Lu              |                 |                 |
| Ottobre         | Ma              | Me              | Gi              | Ve              | Sa              | Do              | Lu              | Ma              | Me              | Gi              | Ve              | Sa              | Do              | Lu              | Ma              | Me              | Gi              | Ve              | Sa              | Do              | Lu              | Ma              | Me              | Gi              | Ve              | Sa              | Do              | Lu              | Ma              | Me              | Gi              |                 |
| Novembre        | Ve              | Sa              | Do              | Lu              | Ma              | Me              | Gi              | Ve              | Sa              | Do              | Lu              | Ma              | Me              | Gi              | Ve              | Sa              | Do              | Lu              | Ma              | Me              | Gi              | Ve              | Sa              | Do              | Lu              | Ma              | Me              | Gi              | Ve              | Sa              |                 |                 |
| Dicembre        | Do              | Lu              | Ma              | Me              | Gi              | Ve              | Sa              | Do              | Lu              | Ma              | Me              | Gi              | Ve              | Sa              | Do              | Lu              | Ma              | Me              | Gi              | Ve              | Sa              | Do              | Lu              | Ma              | Me              | Gi              | Ve              | Sa              | Do              | Lu              | Ma              |                 |